# Æthelflæd z Damerhamu
Æthelflæd z Damerhamu byla druhou manželkou anglického krále Edmunda I.
Æthelflæd byla dcerou Ælfgara, který byl zřejmě hrabětem v Essexu. Jméno její matky je neznámé. Měla přinejmenším jednoho bratra a jednu sestru, Ælfflæd († asi 1002). Ælfflæd byla vdaná za Byrhtnotha, který byl zřejmě následníkem jejího otce v hrabství. Bryhtnoth byl zabit v bitvě u Maldonu v roce 991. Æthelflæd a Ælfflæd byly otcovými dědičkami, když někdy mezi lety 946 a 951 zemřel (podle datování jeho poslední vůle.
Æthelflæd se za krále Edmunda vdala v roce 944, po smrti jeho první manželky. O dva roky později byl zavražděn. Není známo, že by s Edmundem měli potomky. Z královny se tak stala dobře zaopatřená vdova. Záznamy v katedrále v Ely, jejímiž štědrými sponzory byly ona, její sestra i švagr, uvádějí, že se podruhé provdala za hraběte jménem Æthelstan. Existovalo několik hrabat toho jména, kteří žili za vlády Edmundova bratra a následníka Edreda, pravděpodobně to ale byl muž známý jako Æthelstan Rota nebo možná Æthelstan Půlkrál.
Podle datování její poslední vůle zemřela nejspíš mezi lety 975 a 991.